# 村カワ基成
村カワ 基成（むらかわ もとなり、1976年5月26日 - ）は、日本の作詞家、作曲家、編曲家。

## 提供作品
あぃ♡かちゅ
- 「サン! サン! サンシャイノベ〜ション!」（作編曲）

アイドルING!!!
- 「拝啓、未来」（作編曲）
- 「ばえなっちゅ」（作編曲）

ill hiss clover
- 「sleepy bell」（編曲）

天晴れ! 原宿
- 「超絶スーパーLOVE!」（作編曲）

いきものがかり
- 「風が吹いている (Instrumental version)」（編曲）

井上ひかり
- 「らぶめるっ!」（作詞・作編曲・アルトサックス・テナーサックス）

うさぎのなみ平
- 「神様クレヨン」（作編曲・ギター）

鹿乃
- 「蒼いフォトグラフ」（編曲・ギター）

KAMOがネギをしょってくるッ!!!
- 「ダーリン♪ ダーリン♪」（作編曲）

カントリー・ガールズ
- 「恋泥棒」（作曲）

KissBee
- 「シトラス風味のハーモニー」（作編曲）
- 「雪の吐息」（作編曲）

工藤真由
- 「人生☆レボリューション」（共作曲・編曲）（作曲はナイス橋本と共作）

SAWA
- 「MerryGoRound」（作編曲・ギター）

シンデレラ宣言
- 「絶対！君だけ宣言！」（作詞・作曲）

鈴木亜美
- 「AROUND THE WORLD (dark fazz electro mix)」（リミックス）

SMAP
- 「paripia!」（共作曲・編曲）（作曲はナイス橋本と共作）

スターダストプロモーション関連
- 3B junior
  - 「ひとつよろしくどうぞ」（作編曲）
- TEAM SHACHI
  - 「もーちょっと走れ!!!」（作詞・作編曲）

タイナカサチ
- 「Over The Mountain」（編曲）
- 「Link」（編曲）

Task have Fun
- 「相対性♡LOVE！」（作詞・作編曲）

Chu☆Oh!Dolly
- 「ヒットチャートで好きにして!」（作詞・作編曲）

でんぱ組.inc
- 「BEAM my BEAM」（編曲）

ナイス橋本
- 「キミは君★」（共作曲・編曲・ギター）（作曲はナイス橋本と共作）
- 「lady」（共作曲・編曲・ギター）（作曲はナイス橋本と共作）
- 「キンミライ。」（共作曲・編曲・ギター）（作曲はナイス橋本と共作）
- 「tornado love」（共作曲・編曲・ギター）（作曲はナイス橋本と共作）
- 「エンジョイタイム★」（作曲・編曲）
- 「夏の手紙」（共作曲・編曲・ギター・ベース）（作曲はナイス橋本と共作）
- 「ワスレナイ...。」（共作曲・編曲・ギター）（作曲はナイス橋本と共作）
- 「イマシカ」（共作曲・編曲・ギター）（作曲はナイス橋本と共作）
- 「カエリミチ」（作曲・編曲）
- 「マイ★フレンド」（ヒョウタンと共編曲）
- 「ゼンブシアワセ」（共作曲・編曲・ギター）（作曲はナイス橋本と共作）
- 「サラリーマンのうた」（編曲）
- 「beautiful days」（共作曲・編曲・ギター）（作曲はナイス橋本と共作）
- 「before the school」（共作曲・編曲）（作曲はナイス橋本と共作）
- 「after the school」（共作詞・共作曲・編曲・ヴォーカル・ギター）（作詞と作曲はナイス橋本と共作）
- 「nice on the beats」（共作曲・編曲）（作曲はナイス橋本と共作）
- 「雨カラー」（共作曲・編曲・ギター）（作曲はナイス橋本と共作）
- 「ずっとソバニ」（共作曲・編曲・ギター）（作曲はナイス橋本と共作）
- 「カリフォルニア」（共作詞・作曲・編曲・ギター）（作詞はナイス橋本と共作）
- 「新しい朝」（共作詞・共作曲・編曲・ギター）（作詞と作曲はナイス橋本と共作）
- 「i love you」（共作曲・編曲・ギター）（作曲はナイス橋本と共作）
- 「tornado love」（共作曲・編曲・ギター）（作曲はナイス橋本と共作）
- 「nice on the beats pt.2」（共作曲・編曲・ギター）（作曲はナイス橋本と共作）
- 「in the fresh!!!!」（共作曲・編曲・ギター）（作曲はナイス橋本、本澤尚之と共作）
- 「maple syrup」（共作曲・編曲・ギター）（作曲は本澤尚之と共作）
- 「ストロベリーパイ」（共作曲・編曲・ギター）（作曲はナイス橋本と共作）
- 「サヨナラ」（共作曲・編曲・ギター）（作曲はナイス橋本と共作）
- 「CITY★CONNECTION」（共作詞・共作曲・共編曲）（作詞と作曲はナイス橋本、編曲は奥田健介と共作）
- 「パレードの朝... (interlude)」（作曲・編曲）
- 「parade」（共作詞・共作曲・編曲・ヴォーカル・ギター）（作詞と作曲はナイス橋本と共作）
- 「あいかわらずですか」（共作曲・編曲）（作曲はナイス橋本と共作）
- 「baby」（共作詞・共作曲・編曲・ギター）（作詞と作曲はナイス橋本と共作）
- 「あなたをもっと好きになる」（共作曲・共編曲）（作曲はナイス橋本、編曲は渡辺善太郎と共作）
- 「拳をあげて」（共作曲・編曲・ギター）（作曲はナイス橋本と共作）
- 「enter the stage」（共作詞・共作曲・編曲・ギター）（作詞と作曲はナイス橋本と共作）

nangi
- 「夢色花火」（編曲・プログラミング・ギター）

虹のコンキスタドール
- 「THE☆有頂天サマー!!」（作曲・共編曲）（編曲はミナミトモヤと共同）
- 「トライアングル・ドリーマー」（作詞・作編曲・ギター）
- 「↓エイリアンガール・イン・ニューヨーク↑」（作曲）
- 「限りなく冒険に近いサマー」（作曲・共編曲）（編曲はミナミトモヤと共同）
- 「†ノーライフベイビー・オブ・ジ・エンド†」（作曲）
- 「キミは無邪気な夏の女王 〜This Summer Girl Is an Innocent Mistress〜」（作曲・共編曲）（編曲はミナミトモヤと共同）
- 「心臓にメロディー」（作曲・共編曲）（編曲はミナミトモヤと共同）
- 「ずっとサマーで恋してる」（作編曲）
- 「ドキドキ乙女の通信簿」（作曲）
- 「パラドキシカル・コンプレックス」（作詞・作編曲）
- 「わたし時々、魔法少女」（編曲・ギター）
- 「Magic The Labyrinth」（作編曲）
- 「パラダイスな片思い」（作編曲）
- 「†ノーライフベイビー・オブ・ジ・エンド† (desperate ver.)」（編曲）

NECO PLASTIC
- 「AWA AWA DANCE NIGHT」（作編曲）
- 「This is 私って人間。」（作編曲）

バンドじゃないもん！MAXX NAKAYOSHI
- 「お姫さまごっこ」（作編曲・ギター）
- 「すきっぱらだいす♡」（作編曲）
- 「さけっぱらだい酒☆」（作編曲）

古川未鈴
- 「みりかる☆ファンタジー」（作編曲）
- 「オトメトリック」（作詞・作編曲・ギター）

フルーレット
- 「刹那Forever」（作編曲）

BABYMETAL
- 「ド・キ・ド・キ☆モーニング」（共作曲・共編曲）（作曲はのりぞー、編曲はSOHと共作）

Missing Link
- 「ツナガルキモチ」（ナイス橋本と共作詞・共作曲）

柳原可奈子
- 「恋の魔法」（作編曲・ギター）

山猿
- 「愛・夢・孤独」（編曲・ギター）

Lead
- 「Summer Madness」（編曲）

HelloYouth
- だって夏ですもん！（作詞作編曲）
- やっぱ夏ですもん！ ～とりま百道でBBQ～（作詞作編曲）
- You & Me（作詞作編曲）
- ずっと好きだったのにいなくなっちゃうのかよ、バカヤロー！でもいい思い出をありがとう、、、夏（作詞作編曲）

### アニメソング
Wake Up, Girls!
- 「ヒカリキラリミルキーウェイ」（作編曲）

ガールフレンド（仮）
- 「たらこのパスタ」（作編曲）

戦場のヴァルキュリア
- 「ツインテール☆恋してる!?」（作詞・作編曲・ギター・コーラス）

ミス・モノクローム
- 「ミス・モノクローム体操」（編曲）

## レコーディング参加
MCU
- 「涙のtake a chance」（ヴォーカル）

## 出演

### インターネットテレビ
- モクベン うた3（2019年7月18日 - 、YouTubeチャンネル）- 講師役で毎月第3木曜日にレギュラー出演。